# Bahamas ai Giochi della XX Olimpiade
Le Bahamas parteciparono ai Giochi della XX Olimpiade che si sono svolti a Monaco di Baviera dal 26 agosto all'11 settembre 1972, con una delegazione di 20 atleti impegnati in 4 discipline per un totale di 13 competizioni.  Il portabandiera fu Mike Sands, che gareggiò nella corsa veloce. Fu la sesta partecipazione di questo paese ai Giochi. Non fu conquistata nessuna medaglia.